# Oakland
|  | Per a altres significats, vegeu «Oakland (desambiguació)». |

Oakland (significa: "terra de roures") és una ciutat a Califòrnia situada en la part est (East Bay) de l'Àrea de la Badia de San Francisco «(San Francisco) Bay Area.» És una ciutat ètnicament molt diversa amb visibles poblacions d'asiàtics, afroamericans, nadius del Pacífic, àrabs, indígenes, indis, i mestissos. Té una població de 411.755.

## Demografia
- 411.755 habitants en 2006. Les estimacions de l'oficina del cens dels I.I.O.O. 2005 mostren un 33,15% d'afroamericans, 22,80% de blancs, 1,80% de nadius americans, 18,20% d'asiàtics, 1,23% d'illencs pacífics, 15,53% d'altres races, i 7,40% a partir de dues o més races. Els hispans o llatins de qualsevol raça eren el 28,03% de la població.

## Geografia
- Altitud: 12 metres.
- Latitud: 37° 48′ N
- Longitud: 122° 15′ O

## Esports
Oakland té un equip de beisbol, de la lliga americana, els Oakland Athletics. Així com un equip en la lliga nacional de futbol americà, els Raiders. I un equip de bàsquet, els Golden State Warriors. Tots aquests juguen en el complex McAfee Coliseum/Oakland Area.

## Personatges il·lustres
- La novelista Amy Tan, l'autora del Joy Luck Club va néixer i es va criar en Oakland. La rapera Mystic és d'Oakland, igual que la banda de punk rock Green Day. També va néixer en aquesta ciutat el jugador de bàsquet Gary Payton, actualment en els Miami Heat de l'NBA. Un dels oaklandians més famosos és Tupac Shakur, així com Brett Reed ex-Bateria de Rancid.
- Jo Van Fleet. Actor de westerns.
- Harry Partch (1901 - 1974) compositor i constructor d'instruments musicals
- Thomas Schelling (1921 - 2016) economista, Premi Nobel d'Economia de l'any 2005.

## Mobilitat
Oakland té servei d'autobusos (AC Transit) locals, ràpids, i transbadia, un servei de metro (BART), així com diverses flotes de taxi i un servei de ferri a San Francisco.

### Autopistes
Oakland es connecta a la resta de l'Àrea de la Badia per diverses autopistes Interestatals. Les autopistes interestatals més importants de la ciutat d'Oakland són 80, 580, 880, 238, i 980. El Pont de la Badia Oakland-San Francisco és el pont que connecta les ciutats d'Oakland i San Francisco (Interestatal 80) per aquí passen milers de commutadors cada dia, des de les àrees residencials de East Bay als centre de treball de San Francisco.

### Aeroport d'Oakland
L'aeroport internacional Oakland Internacional, o simplement OAK, és el preferit per molts de l'Àrea perquè l'abundància de vols barats, encara que l'aeroport té vols internacionals limitats, predominantment a Mèxic i el Canadà. Anteriorment OAK era el port més fàcilment accessible al metro des de l'estació Coliseum/Oakland Airport i un curt viatge per un autobús A, però amb l'obertura de la nova línia fins a San Francisco, hi ha una estació dintre de la terminal internacional.

## Ciutats agermanades

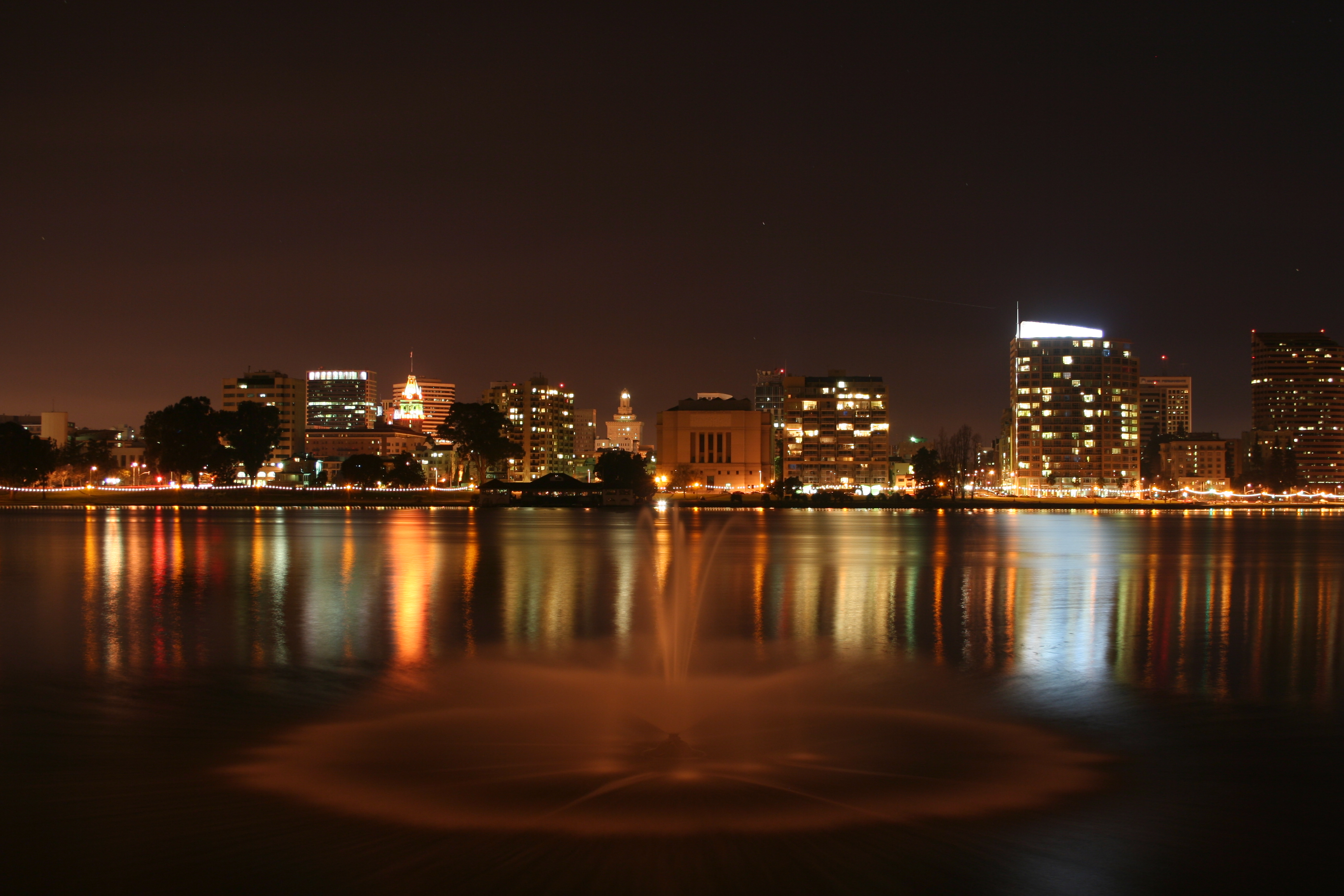
Vista de nocturna del centre de la ciutat d'Oakland.

- R.P. de la Xina - Dalian
- Japó - Fukuoka
- Rússia - Najodka
- Jamaica - Ocho Ríos
- Ghana - Sekondi-Takoradi
- Cuba - Santiago de Cuba
- Marroc - Agadir